# Engelhardt

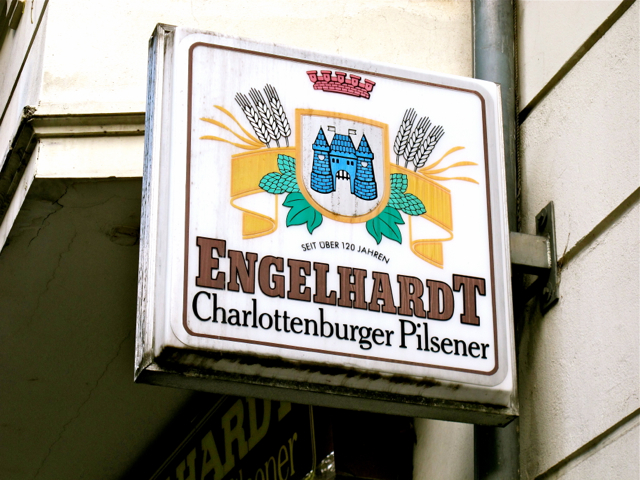
Charlottenburger Pilsner med Charlottenburgs stadsvapen.

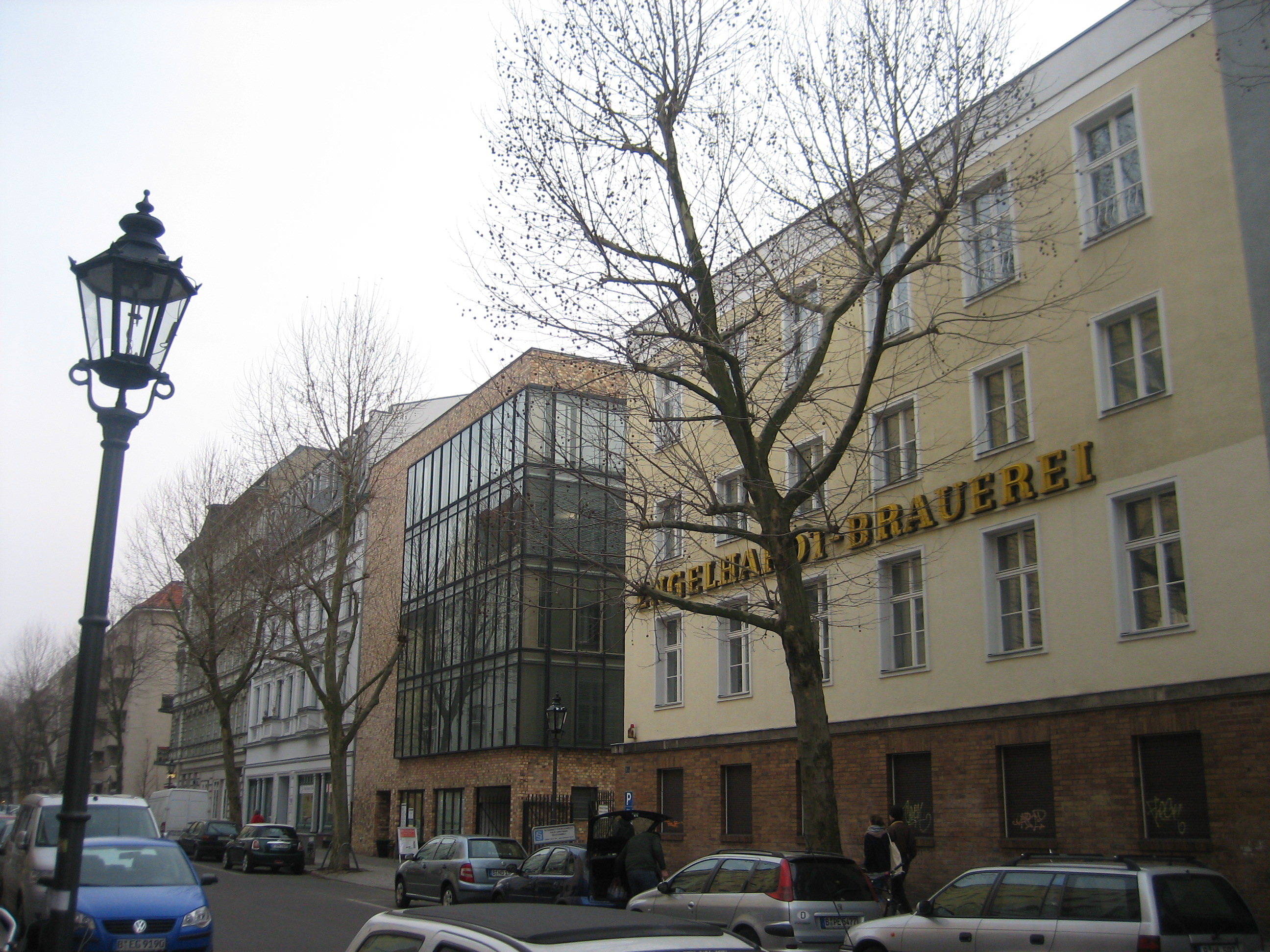
Det tidigare bryggeriet i Charlottenburg.

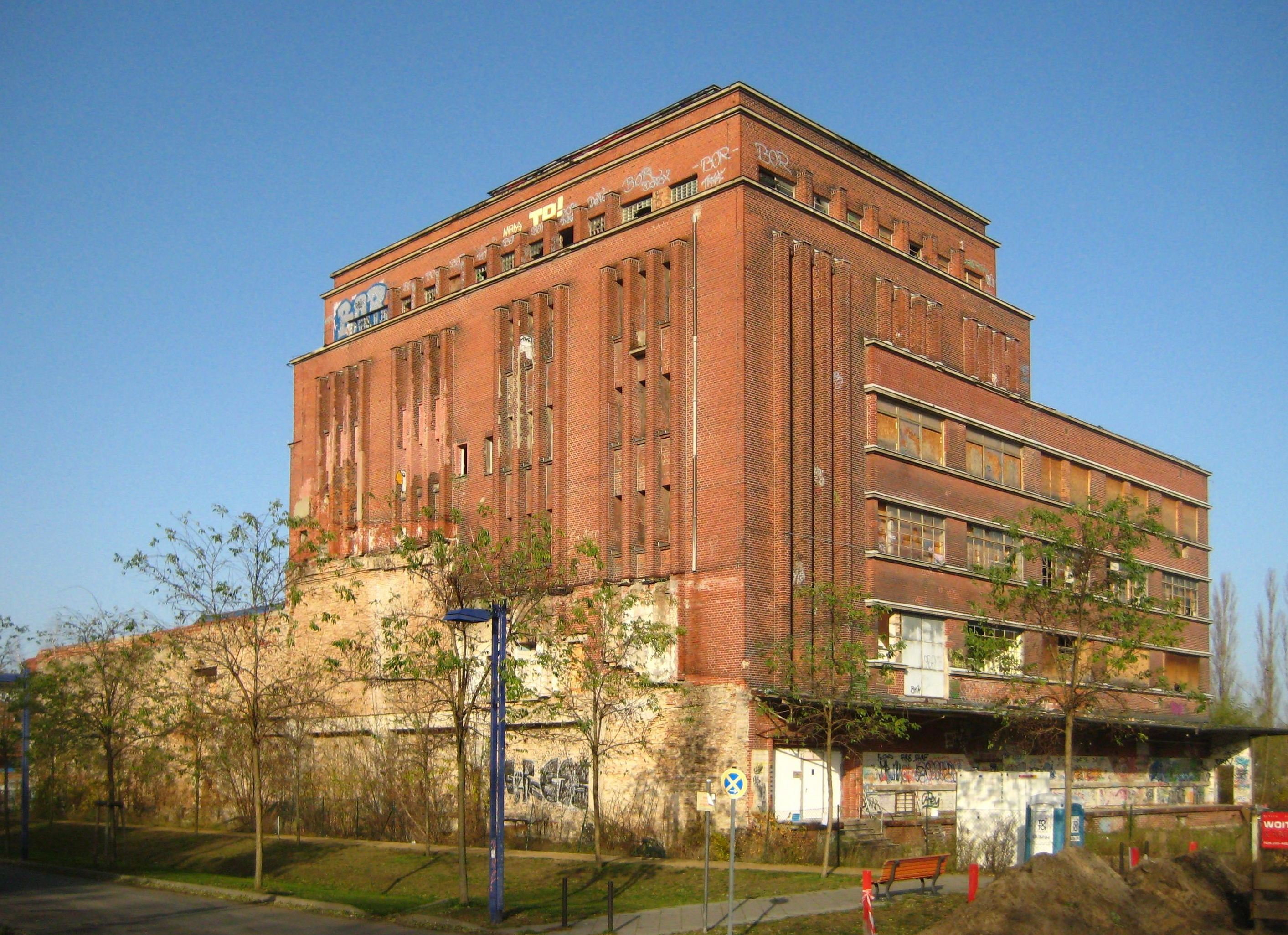
Det tidigare bryggeriet i Stralau.

Engelhardt var ett ölmärke och bryggeri (Engelhardt Brauerei AG) i Berlin som grundades 1860. Det ingick från 1950-talet i Schultheisskoncernen. Bryggeriverksamheten i Charlottenburg lades ned 1983.

## Historia
Engelhardt grundades 1860 i Berlin och byggde 1905 ett bryggeri i Pankow. 1910 övertog man Kaiserbrauerei i Charlottenburg som senare blev huvudort för Engelhardt i Västberlin. 1917 tog man över bryggeriverksamheten i Stralau sedan man gått samman med Viktoria-Brauerei. Engelhardt tog även över Berliner Stadtbrauerei och Königsberger Dampfbrauerei i Königsberg in der Neumark (idag Chojna). Verksamheten i Stralau expanderades 1926 och blev en stor tillverkare av maltöl. Stralaubryggeriet är känt för sin arkitektur från 1920-talet i Neues Bauen-stil med Flaschenturm som känd del och enda delen som är kvar idag.

### Uppgång under Nacher
1901 började Ignatz Nacher arbeta i bryggeriet och var den som fick det att växa från ett litet Berlinbryggeri till ett av de största i Tyskland. Under Ignatz Nachers ägarskap och ledning blev Engelhardt under mellankrigstiden Tysklands nästa största bryggerikoncern. Förutom Engelhardt ägde koncernen bryggerier i bland annat Bayern, Ruhrområdet (Dortmunder Ritterbrauerei) och Hamburg. Nacher var även den första bryggaren att börja pastörisera sin öl i Berlin. Nazisterna tvingade bort Nacher från hans bolag som ett led i ariseringen av näringslivet i en cynisk och utdragen rättsprocess. Bland annat greps Nacher och satte i häkte utan tillgång till sin diabetesmedicin. Den nazistiska tidningen Der Angriff skrev falska anklagelser mot Nacher och Dresdner Bank tog över som ägare till Engelhardt. Nacher tvingades också lämna sitt hus i Bad Tölz som Friedrich Flick övertog..

### Efter andra världskriget
Efter andra världskriget förstatligades bryggeriet i Stralau till VEB Engelhardt. Här utvecklades ett alkoholfritt öl som presenterades på Leipzigmässan 1972. Det lades ned 1990. Engelhardt fortsatte sin verksamhet i Västberlin och bryggeriet på Danckelmannstrasse i Charlottenburg bryggde nu Charlottenburger Pilsener. Från 1950-talet ingick man i Schultheiss tillsammans med Groterjan. Bryggeriet lades ned 1983 och ölet fortsatte att bryggas vid Schultheissbryggeriets andra anläggningar.
Idag brygger ett mikrobryggeri i Berlin ett öl till minne av Ignatz Nacher under namnet Ignatz Bier. I märket återfinns Engelhardtsängeln som tidigare utgjorde Engelhardtbryggeriets märke.